# Leonor Cortés Moctezuma
Leonor Cortés Moctezuma (entre junio y noviembre de 1528-1594) fue una aristócrata mestiza novohispana, hija de Hernán Cortés y de la princesa Tecuichpo, hija del emperador Moctezuma II y Tezalco Tecuichpo. Fue también suegra de Juan de Oñate, I adelantado de Nuevo México.

## Biografía

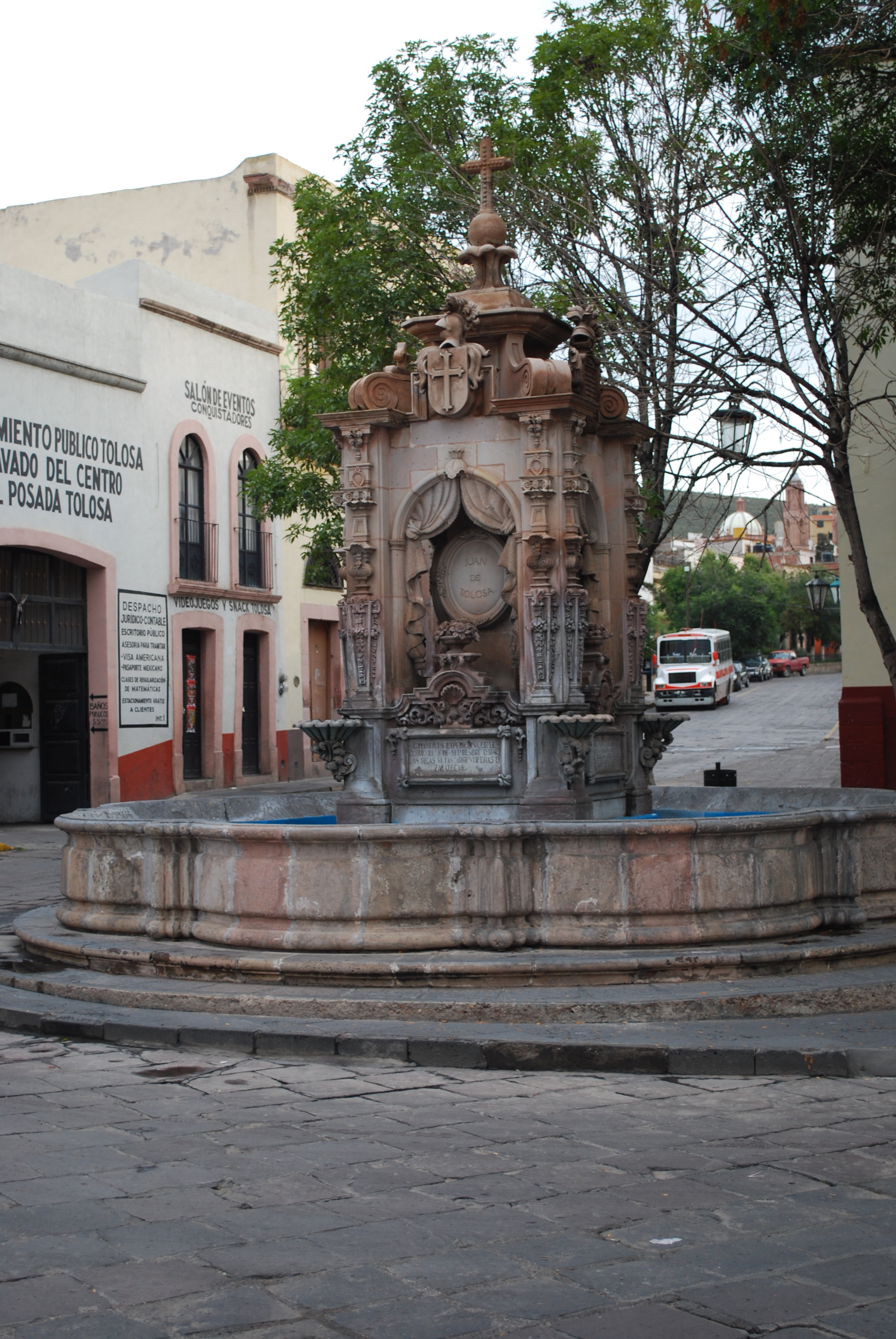
Monumento a Juan de Tolosa en la Fuente de los Conquistadores, en Zacatecas.

Leonor Cortés Moctezuma fue hija de Hernán Cortés e Isabel Moctezuma (llamada Tecuichpo Ixcaxochitzin antes de ser bautizada), aunque nunca reconocida por esta última, sino solo por Cortés. Se cuenta que Isabel nunca la quiso ver, desde el momento de nacer, y que la dejó fuera de su testamento, pero que Juan Gutiérrez Altamirano, pariente político de Hernán Cortés, y a quien el mismo Cortés le había encargado el cuidado de su hija, al ayudar a realizar los trámites del testamento de Isabel de Moctezuma, guardó lo que quedó del quinto de la herencia para darlo a Leonor Cortés Moctezuma.

### Sus padres y su tutor
Se dice que su madre no la quiso porque fue una hija no deseada. A los 17 o 18 años ella había estado casada y enviudado cuatro veces. Su padre, el emperador Moctezuma Xocoyotzin, le encargó al conquistador que cuidara de ella, razón por la cual la otra vez viuda fue a dar a casa de Cortés. Se ignora si fue o no violada por el conquistador, pero hay certeza de que las relaciones entre ambos eran muy malas. Cortés, dijo un cronista, era "conquistador tanto de mujeres como de pueblos". La princesa mexica estaba ya embarazada cuando Cortés la unió en matrimonio con su subordinado, Pedro Gallego de Andrade. Cuatro o cinco meses más tarde, en 1528, nació Leonor. De inmediato fue separada de su madre y se crio en la casa de Juan Gutiérrez de Altamirano.

### Su matrimonio y su familia

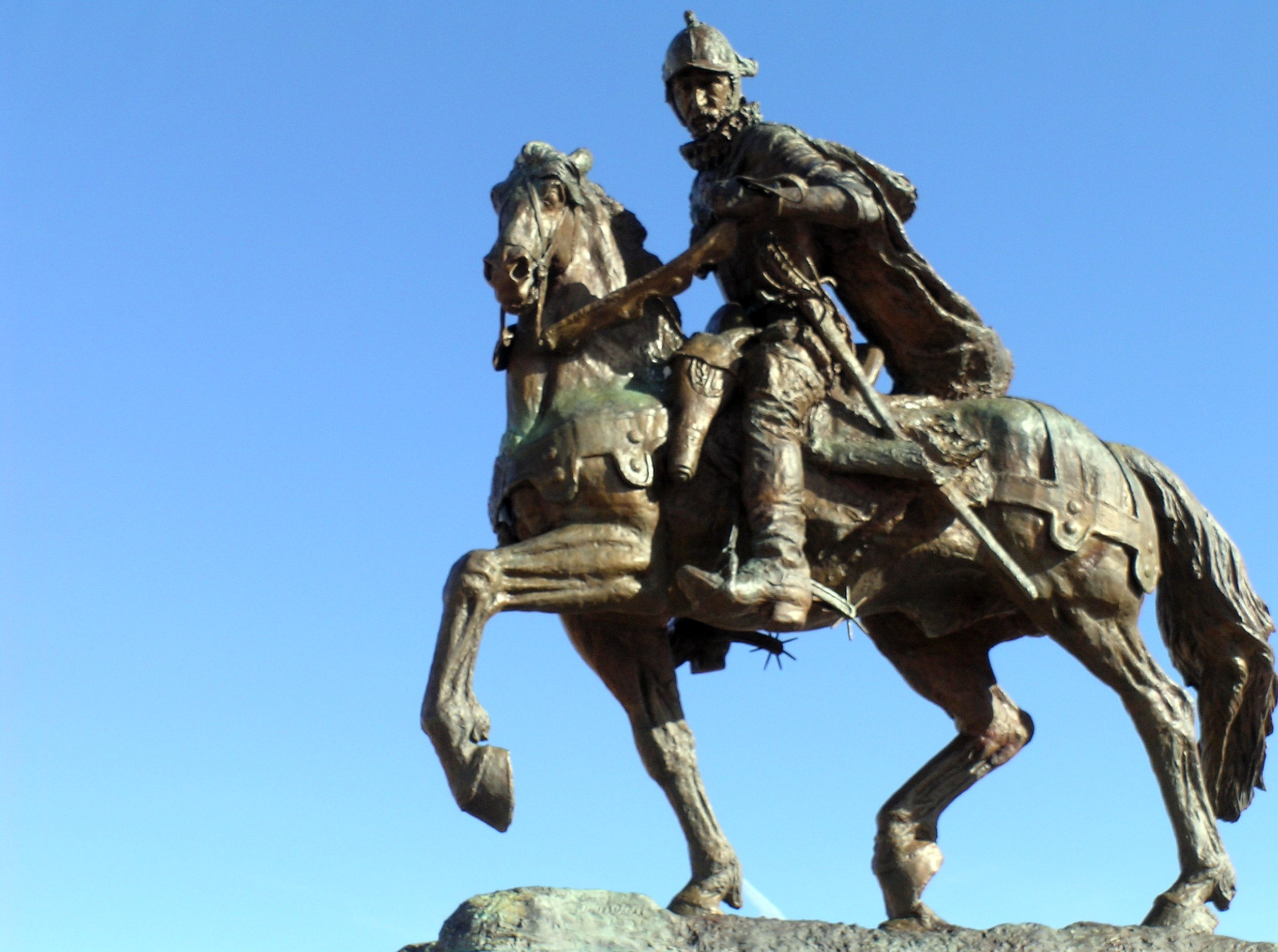
Juan de Oñate, fundador y primer gobernador de Nuevo México, yerno de Leonor Cortés Moctezuma.

Leonor Cortés Moctezuma fue una mujer muy rica. Su padre, Hernán Cortés, murió en 1547 en España, dejando a su hija 10,000 ducados. En 1546, viajó con su medio hermano, Luis Cortés, desde la Ciudad de México a Zacatecas para casarse. La aristocracia colonial de Zacatecas era una comunidad muy unida de vascos casados con la aristocracia española y mexica. Leonor se casó con el español Juan de Tolosa, descubridor de las minas de plata en el cerro de la Bufa en Zacatecas. El matrimonio habitó en Nochistlán, hoy estado de Zacatecas, lugar en el que originalmente se fundó Guadalajara, colindante con Teocaltiche, hoy estado de Jalisco, muy cerca del estado de Aguascalientes.
El matrimonio tuvo varios hijos: 
- Juan de Tolosa Cortés de Moctezuma, nacido en la década de 1550, quien se convirtió en sacerdote y vicario de Zacatecas
- Leonor de Tolosa Cortés de Moctezuma, nacida alrededor de 1564, quien se casó con Cristóbal de Zaldívar,[5] hijo de Vicente de Zaldívar, quien fuera teniente de capitán general en tiempos de Martín Enríquez de Almansa, cuarto virrey de Nueva España
- Isabel de Tolosa Cortés de Moctezuma, nacida alrededor de 1568, quien se casó con el conquistador Juan de Oñate, fundador de la provincia de Santa Fe de Nuevo México y su primer gobernador[6]
- Otras hijas, cuyos nombres se desconocen, pero se mencionan en los registros como miembros de un convento en Sevilla en 1604[7]